# Açobá
Açobá ou açogbá (em iorubá: Asogbá) é o supremo sacerdote do culto de Obaluaiê. O nome significa "consertador de cabaças", em iorubá.